# Luc Huybrechts
Luc Huybrechts (Antwerpen, 11 december 1939 - Wilrijk, 24 maart 2015) was een Belgisch magistraat.

## Biografie
Luc Huybrechts groeide op in Mortsel en liep school aan het Onze-Lieve-Vrouwecollege in Antwerpen. Hij studeerde rechten aan de Facultés universitaires Notre Dame de la Paix in Namen, de Katholieke Universiteit Leuven en de Vrije Universiteit Brussel en behaalde het diploma van doctor in de rechten via de centrale examencommissie in 1964. Hij was advocaat-stagiair bij Josse Mertens de Wilmars en werd in 1969 substituut-procureur des Konings in Antwerpen en in 1977 eerste substituut. Van 1977 tot 1983 had hij leiding over de financiële sectie van het parket en in 1984 werd Huybrechts substituut-procureur-generaal in Antwerpen. Hij was gespecialiseerd in het financiële strafrecht, het fiscale strafrecht en het douanerecht. In 1987 werd hij raadsheer in het hof van beroep in Antwerpen, waar hij eerst deel uitmaakte van de civiele kamer voor verkeerszaken, vervolgens van de kamer voor maritieme zaken en ten slotte van de eerste kamer. Huybrechts was ook enig rechter onder meer in jeugdzaken. In 1993 volgde de overstap naar het Hof van Cassatie, waar hij in 2009 afdelingsvoorzitter werd. Datzelfde jaar ging hij met emeritaat.
Hij was tevens:
- lid van de Raad voor Economische Geschillen
- lid van de Commissie belast met het opstellen van een verslag betreffende de oprichting van een dienst voor de criminele politiek
- voorzitter van de Commissie voor een efficiëntere politiestructuur
- lid van de Commissie strafuitvoeringsrechtbanken
- lesgever aan de Provinciale Politieschool van Antwerpen, de School voor Criminologie en Criminalistiek van het ministerie van Justitie en de Vlaamse Ekonomische Hogeschool
- gastprofessor aan Universiteit Antwerpen in het vak Grondig fiscaal strafrecht
- redactielid van o.a. Panopticon, Tijdschrift voor Strafrecht, Criminologie en Forensisch Welzijnswerk, Nullum Crimen
- redactielid van De Larcier Wetboeken – Deel II: Strafrecht
- lid van het Centrum voor de studie van de toepassing van het gemeenschapsrecht in financiële en strafrechtelijke aangelegenheden
- lid van de Belgische sectie Strafrecht van de Vereniging voor de Vergelijkende Studie van het Recht van België en Nederland
- lid van de Nederlands-Vlaamse Vereniging voor Strafrecht
- lid van het bestuur van Algemene Praktisch Rechtsverzameling
- lid van de Adviesraad van het Leuvens Instituut voor Forensische Geneeskunde